# Diadokhosz
A diadokhoszok (latinul: diadochus, görögül Διάδοχοι, diadokhoi; „utód”) azok a hadvezérek voltak, akik Nagy Sándor halála után a birodalma egyes részein királyként uralkodtak. A diadokhoszok háborúi során kezdett el terjedni a hellenizmus, amikor más népek is magukévá tették a görög filozófiát, életstílust, és a vallást.

## Nevezetesebb diadokhoszok listája
- Antipatrosz (Kr. e. 397 – Kr. e. 319)
- Antigonosz Monophthalmosz (Kr. e. 382 – Kr. e. 301)
- Kraterosz (Kr. e. 370 – Kr. e. 321)
- Ptolemaiosz Szótér (Kr. e. 367 – Kr. e. 282)
- Perdikkasz (Kr. e. 364 – Kr. e. 321)
- Lüszimakhosz (Kr. e. 362 – Kr. e. 281)
- Szeleukosz Nikatór (Kr. e. 358 – Kr. e. 281)
- Kasszandrosz (Kr. e. 354 – Kr. e. 297)